# Turebergs IF
Turebergs IF är en idrottsförening från Tureberg i Sollentuna kommun, grundad 1920. Föreningen har sektioner inom orientering och skidåkning.
Turebergs IF var tidigt framgångsrik inom orientering, med tävlande som Malte Larsson och Ingemar Karlsson. Föreningen har tidigare även utövat flera andra idrotter; bland annat representerade de olympiska friidrottarna  Curt Söderberg, Lars Ylander, Torgny Wåhlander och Erik Josjö alla klubben. 1997 bröt sig föreningens friidrottssektion ur och bildade Turebergs FK, och simsektionen bildade samma år Turebergs SK. Fotbollslaget slogs 2007 samman med Edsbergs IF och bildade Sollentuna United.